# Pau Mestre Xaubet
Pau Mestre Xaubet (Pineda de Mar, província de Barcelona, 1839 - Blanes, província de Girona, 1911) fou un sonador de cornamusa que va viure a Blanes després de casar-se amb Joaquima Rabassa. A Blanes adquireix el sobrenom de Pau de sa coixinera. La seva biografia s'ha pogut confeccionar seguint el rastre documental existent a la premsa de l'època i en el testimoniatge, a la revista Recull de Blanes i altres fonts literàries.

EN PAU DE LA COIXINERA
 “Vinya d'en Pau, el de la coixinera,

planejant i abocant-te en el pendis

fins al mar que et saluda amb un somrís...

Davant de la caseta, hi tens una era

i, al costat seu, fent ombra al vell pedrís,

una solemne i colossal figuera

i un presseguer de préssecs del país,

on en Pau anava a omplir-se'n la pitrera...

I em convidava un dia tot passant...

I mentre jo els anava rosegant

aquells préssecs tardans,fent-hi ganyotes,

en Pau prenia el rústic instrument,

que era un coixí molsut tot ple de vent,

llançant en l'aire unes alegres notes."
A la vila de Blanes, en Joaquim Ruyra també va fer aportacions literàries descrivint fets on s'utilitzava la coixinera: 
“El sac dels gemecs va fent la passada, espargint
per dins del poble un guirigall d'harmonia que alegra i engresca al jovent. Les
xicotes, al sentir-ho, no poden pas restar un instant més a la taula, baldament
estiguin a mig sopar i no s'hagi encetat encara el famós capó de la festa.-Ja
passa sa coixinera!...¿Sentiu ?...Sa coixinera i encara mai d'endegar [...]”